# Shanavasa
Shanavasa (parfois orthographié Shanavâsa ou Shanavāsa et Sanakavāsa ; en sanskrit : शाणवास Śāṇavāsa ; en chinois : 商那和修 ; pinyin : Shāngnàhexiū ; en japonais : Shonawashu) est un moine indien des Ve et IVe siècles av. J.-C., disciple d'Ananda, considéré par la tradition du bouddhisme zen comme son troisième patriarche.

## Nom sanskrit
On ne connait pas le nom de naissance de Shanavasa[réf. souhaitée]. Son nom de dharma, en sanskrit : Śāṇavāsa, pourrait s'apparenter à des fibres textiles telles que le chanvre ou la ramie, et par conséquent à un vêtement[réf. souhaitée], possible allusion à un vêtement monastique ou au fait de porter un vêtement naturel, voire au placenta[à vérifier].

## Biographie
Né en Inde du Nord à Mathura dans une famille de marchands, disciple et successeur d'Ananda, Shanavasa enseigne pendant de nombreuses années.
Déjà âgé, il part à la recherche d'un successeur à qui transmettre le Dharma. Il passe ainsi par Paliputra où il rencontre Upagupta qui a alors 17 ans et qui devient son assistant.
Shanavasa meurt vers 370 av. J.-C. et transmet sa charge à Upagupta. Celui-ci enterre dit-on les reliques de son maître dans les montagnes Brahmakala.